# Amphipholis loripes
Amphipholis loripes är en ormstjärneart som beskrevs av Jean Baptiste François René Koehler 1922. Amphipholis loripes ingår i släktet Amphipholis och familjen trådormstjärnor.
Artens utbredningsområde är Madagaskar. Inga underarter finns listade i Catalogue of Life.